# الهجرة (الطيال)

تعديل مصدري - تعديل

الهجرة هي إحدى قرى عزلة بني جبر بمديرية الطيال التابعة لمحافظة صنعاء، بلغ تعداد سكانها 447 نسمة حسب تعداد اليمن لعام 2004.